# Jan Sztobryn

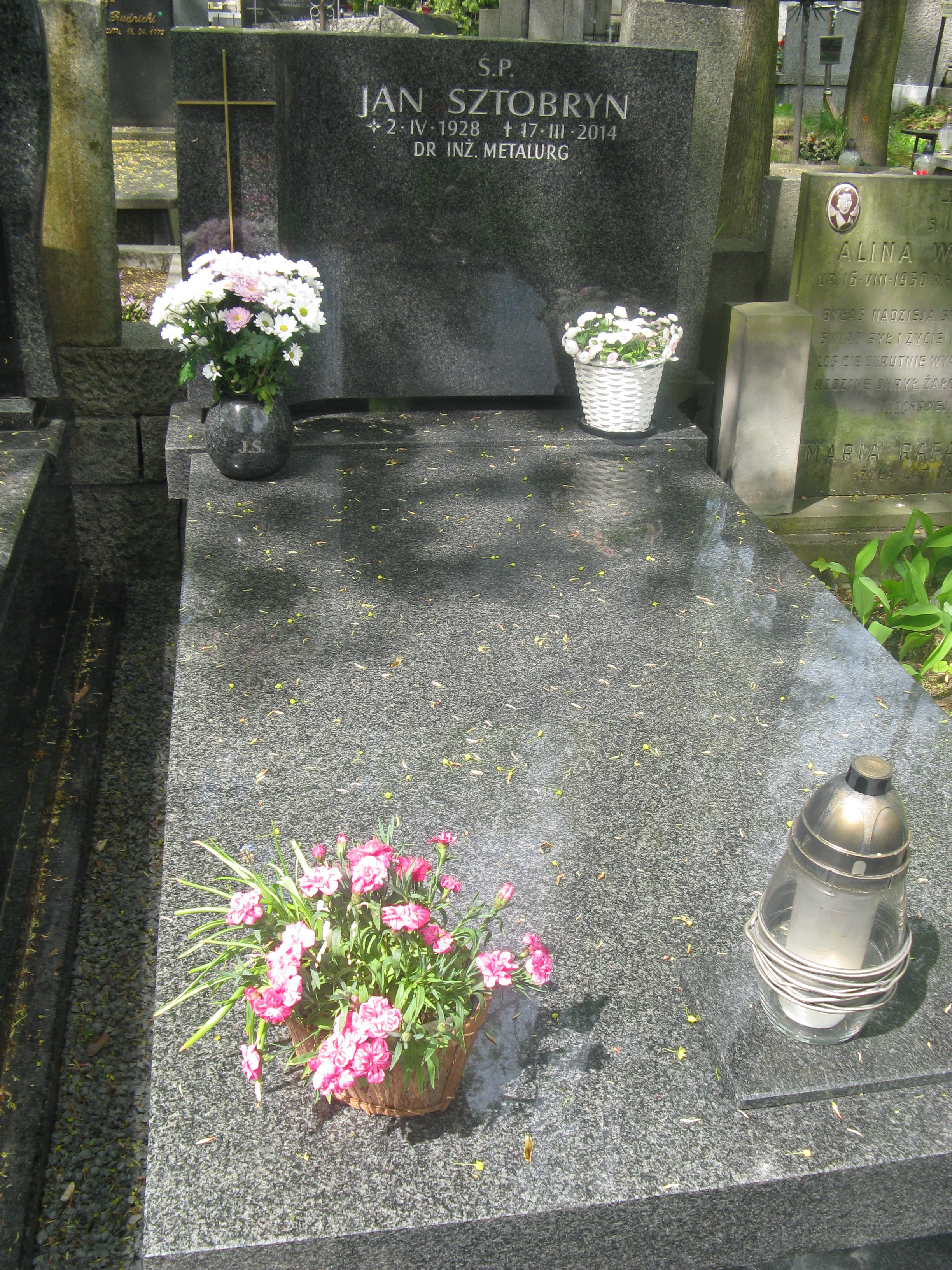
Grób Jana Sztobryna na Cmentarzu Wojskowym na Powązkach

Jan Franciszek Sztobryn (ur. 2 kwietnia 1928 w Krakowie, zm. 17 marca 2014 w Warszawie) – polski inżynier metalurg.

## Życiorys
W dzieciństwie razem z rodziną zamieszkał w Sandomierzu, w 1949 ukończył Liceum Przemysłu Hutniczego w Stalowej Woli. Naukę kontynuował w wydziale zamiejscowym Politechniki Krakowskiej, gdzie uzyskał tytuł inżyniera. Następnie uczęszczał  na studia magisterskie na Akademii Górniczo-Hutniczej. Pracował początkowo w Hucie Stalowa Wola, a następnie przeprowadził się do Warszawy i kontynuował pracę w tutejszej hucie. Był pracownikiem Ministerstwa Przemysłu Ciężkiego, Komisji Planowania przy Radzie Ministrów, a także Ministerstwa Nauki Szkolnictwa Wyższego i Techniki. W 1973 wyjechał do Moskwy, gdzie pracował jako główny specjalista Instytucie Normalizacyjnym przy Rady Wzajemnej Pomocy Gospodarczej. Studiował w Moskiewskim Instytucie Stali i Stopów, w 1980 obronił tam pracę doktorską. Po powrocie do kraju należał do grona założycieli Stowarzyszenia Polskich Wynalazców i Racjonalizatorów, od 1994 przez jedenaście lat pracował w Agencji Rozwoju Przemysłu w charakterze eksperta w zakresie hutnictwa. Pochowany na cmentarzu Powązki Wojskowe w Warszawie (kwatera B-9-274).

## Odznaczenia
- Krzyż Oficerski Orderu Odrodzenia Polski,
- Krzyż Kawalerski Orderu Odrodzenia Polski,
- Złoty Krzyż Zasługi,
- Medale „Za zasługi dla obronności kraju”.